# Mangkujayan (Ponorogo)
Mangkujayan is een bestuurslaag in het regentschap Ponorogo van de provincie Oost-Java, Indonesië. Mangkujayan telt 7480 inwoners (volkstelling 2010).